# Hisingeriet

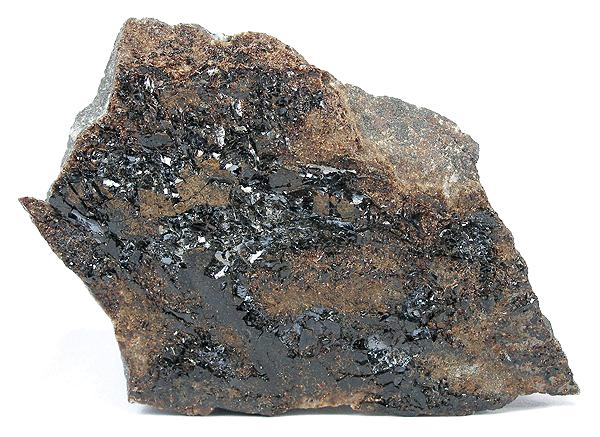

Het mineraal hisingeriet is een ijzer-silicaat, een verbinding van ijzer, silicium en zuurstof waar ook vier hydroxylgroepen in voorkomen. De molecuulformule is Fe3+2Si2O5(OH)4·2(H2O). Het is een fyllosilicaat en het is gehydrateerd. Het mineraal is naar de scheikundige Wilhelm Hisinger (1766-1852) genoemd uit Zweden. Het is bruinzwart tot zwart, heeft een vet- tot olieglans en een geelbruine streepkleur. Het heeft een monoklien kristalstelsel en geen splijting. Hisingeriet heeft een massadichtheid van 2,54 kg/dm3, de hardheid is 3 en het is niet radioactief. Het is een secundair mineraal dat vooral voorkomt in de buurt van ijzer-houdende silicaten of sulfiden. De typelocatie is Riddarhyttan in Västmanland in Zweden.